# 28e cérémonie des Lumières
La 28e cérémonie des Lumières de la presse internationale, organisée par l'Académie des Lumières, se déroule le 16 janvier 2023 au Forum des images. Elle récompense les films français sortis en 2022.
Le 15 décembre 2022, les nominations sont annoncées.

## Palmarès

### Meilleur film
- La Nuit du 12 de Dominik Moll
  - Les Enfants des autres de Rebecca Zlotowski
  - Pacifiction : Tourment sur les Îles d'Albert Serra
  - Revoir Paris d'Alice Winocour
  - Saint Omer d'Alice Diop

### Meilleure mise en scène
- Albert Serra pour Pacifiction : Tourment sur les Îles
  - Dominik Moll pour La Nuit du 12
  - Valeria Bruni-Tedeschi pour Les Amandiers
  - Gaspar Noé pour Vortex
  - Rebecca Zlotowski pour Les Enfants des autres

### Meilleure actrice
- Virginie Efira pour Les Enfants des autres
  - Juliette Binoche pour Ouistreham
  - Laure Calamy pour À plein temps
  - Françoise Lebrun pour Vortex
  - Noémie Merlant pour L'Innocent

### Meilleur acteur
- Benoît Magimel pour Pacifiction : Tourment sur les Îles
  - Bastien Bouillon pour La Nuit du 12
  - Louis Garrel pour L'Innocent
  - Vincent Macaigne pour Chronique d'une liaison passagère
  - Denis Ménochet pour As bestas

### Meilleur scénario
- Dominik Moll et Gilles Marchand pour La Nuit du 12
  - Alice Diop, Marie NDiaye, Amrita David pour Saint Omer
  - Louis Garrel, Tanguy Viel, Naïla Guiguet pour L'Innocent
  - Christophe Honoré pour Le Lycéen
  - Rebecca Zlotowski pour Les Enfants des autres

### Révélation féminine
- Nadia Tereszkiewicz pour Les Amandiers
  - Marion Barbeau pour En corps
  - Hélène Lambert pour Ouistreham
  - Guslagie Malanda pour Saint Omer
  - Rebecca Marder pour Une jeune fille qui va bien

### Révélation masculine
- Dimitri Doré pour Bruno Reidal
  - Adam Bessa pour Harka
  - Stefan Crepon pour Peter von Kant
  - Paul Kircher pour Le Lycéen
  - Aliocha Reinert pour Petite nature

### Meilleur premier film
- Le Sixième Enfant de Léopold Legrand
  - Bruno Reidal de Vincent Le Port
  - Harka de Lotfy Nathan
  - Les Pires de Lise Akoka et Romane Gueret
  - Tout le monde aime Jeanne de Céline Devaux

### Meilleure coproduction internationale
- As bestas de Rodrigo Sorogoyen
  - La Conspiration du Caire de Tarik Saleh
  - Flee de Jonas Poher Rasmussen
  - R.M.N. de Cristian Mungiu
  - Rien à foutre d'Emmanuel Marre et Julie Lecoustre

### Meilleur documentaire
- Nous d'Alice Diop
  - Les années super 8 d'Annie Ernaux et David Ernaux-Briot
  - La Combattante de Camille Ponsin
  - H6 de Ye Ye
  - Retour à Reims (Fragments) de Jean-Gabriel Périot

### Meilleur film d'animation
- Le Petit Nicolas : Qu'est-ce qu'on attend pour être heureux ? d'Amandine Fredon et Benjamin Massoubre
  - Ernest et Célestine : Le Voyage en Charabie de Julien Chheng et Jean-Christophe Roger
  - Le Pharaon, le Sauvage et la Princesse de Michel Ocelot
  - Les Secrets de mon père de Véra Belmont
  - Les voisins de mes voisins sont mes voisins de Anne-Laure Daffis et Léo Marchand

### Meilleure image
- Artur Tort pour Pacifiction : Tourment sur les Îles
  - Sébastien Buchmann pour Les Passagers de la nuit
  - Benoît Debie pour Vortex
  - Patrick Ghiringhelli pour La Nuit du 12
  - Claire Mathon pour Saint Omer

### Meilleure musique
- Benjamin Biolay pour Et j'aime à la fureur
  - Irène Drésel pour À plein temps
  - Grégoire Hetzel pour L'Innocent
  - Olivier Marguerit pour La Nuit du 12
  - Marc Verdaguer pour Pacifiction : Tourment sur les Îles